# A Serious Man
Pour plus de détails, voir Fiche technique et Distribution.
A Serious Man ou Un homme sérieux au Québec est un film américano-britannico-français réalisé par Joel et Ethan Coen et sorti en 2009. Il s'agit d'une comédie empreinte d'humour noir et particulièrement d'humour juif dans la lignée de leur précédent film, Burn After Reading.

## Synopsis
En 1967 à Minneapolis, Larry Gopnik, un professeur de physique en attente d'un poste de professeur titulaire, voit sa vie progressivement s'effondrer lorsque sa femme Judith demande le divorce pour épouser leur ami, Sy Ableman, veuf depuis trois ans. L'ambiance dans la famille de Larry Gopnik n'est pas au mieux depuis quelques mois : sa fille, Sarah, obsédée par son apparence, ne rêve que de se refaire le nez, son fils, Danny, se morfond à l'école hébraïque et passe son temps devant les séries télévisées ou à écouter la radio pendant ses cours, et enfin son frère irresponsable, Arthur, ne veut pas quitter son foyer et squatte le canapé depuis des mois à remplir d'obscurs cahiers de symboles de la cabbale. Gopnik est forcé par son épouse de quitter son foyer pour s'installer dans un motel minable de la ville durant le temps de la procédure de divorce.
À l'université, la situation de Gopnik n'est guère meilleure. En effet, il a reçu une proposition de pot-de-vin d'un étudiant coréen qui a échoué à son examen et qu'il tarde à dénoncer à sa hiérarchie. Des lettres de diffamation arrivent alors au directeur du département de physique qui préside le comité devant se prononcer prochainement sur sa titularisation.
Devant l'avalanche de problèmes qui s'ajoutent chaque jour à son quotidien bien réglé de professeur de physique quantique, Gopnik tente de trouver des solutions et du réconfort auprès de différents rabbins tous plus incapables les uns que les autres de lui apporter une aide. Progressivement, le poids de sa vie s'abat sur ses épaules qui ploient un peu plus chaque jour. Sy Ableman décède opportunément d'un accident de la route au moment exact et troublant où lui-même est impliqué dans un autre accident. Gopnik obtient finalement la titularisation de son poste de professeur dans la faculté et reçoit alors un appel téléphonique de son médecin personnel qui lui demande de venir discuter de toute urgence de ses derniers résultats médicaux.

## Fiche technique
- Titre : A Serious Man
- Titre québécois : Un homme sérieux
- Réalisation et scénario : Joel et Ethan Coen
- Musique : Carter Burwell
- Directeur de la photographie : Roger Deakins
- Montage : Joel et Ethan Coen (crédités sous le pseudonyme de Roderick Jaynes)
- Directeur artistique : Deborah Jensen
- Décors : Jess Gonchor
- Costumes : Mary Zophres
- Producteurs : Joel et Ethan Coen
  - Producteurs délégués : Tim Bevan, Eric Fellner et Robert Graf
- Sociétés de production : Focus Features, Studiocanal, Relativity Media, Mike Zoss Productions et Working Title Films
- Sociétés de distribution : Focus Features (États-Unis), Studiocanal (France)
- Budget : 7 000 000 $[2]
- Pays de production :  États-Unis,  Royaume-Uni,  France
- Format : couleur • 1.85:1 • 35 mm - son SDDS • Dolby Digital • DTS
- Langues originales : anglais, yiddish, hébreu
- Dates de sortie[3] :
  - Canada : 12 septembre 2009 (festival de Toronto)
  - États-Unis : 2 octobre 2009 (sortie limitée)
  - Belgique, France, Suisse romande : 20 janvier 2010

## Distribution
- Michael Stuhlbarg (VF : Hervé Icovic : VQ : Alain Zouvi) : Larry Gopnik
- Sari Lennick (VF : Carole Franck ; VQ : Anne Dorval) : Judith Gopnik, la femme de Larry
- Fred Melamed (VF : Féodor Atkine ; VQ : Benoit Rousseau) : Sy Ableman, l'ami de Judith
- David Kang (VF : Anatole Thibault ; VQ : Alexis Lefebvre) : Clive Park
- Richard Kind (VF : Bruno Abraham-Kremer ; VQ : Manuel Tadros) : oncle Arthur, le frère de Larry
- Aaron Wolff (VF : Gabriel Hallali ; VQ : Nicolas Bacon) : Danny Gopnik, le fils
- Jessica McManus (VF : Sarah Brannens) : Sarah Gopnik, la fille
- Simon Helberg (VF : Jonathan Cohen ; VQ : Martin Watier) : Rabbi Scott Ginzler, le rabbin junior
- Adam Arkin (VF : Philippe Faure ; VQ : Denis Mercier) : Don Milgram, l'avocat de Larry
- George Wyner (VF : Yves Adler ; VQ : Jacques Lavallée) : Rabbi Nachter, le deuxième rabbin
- Fyvush Finkel : Reb Groshkover
- Katherine Borowitz (VQ : Nathalie Coupal) : Mimi Nudell
- Steve Park (VQ : Antoine Durand) : M. Park
- Amy Landecker (VF : Odile Cohen) : Mme Samsky, la voisine attirante
- Raye Birk : Dr Shapiro, le médecin de Larry
- Allen Lewis Rickman : Velvel
- Peter Breitmayer : Gar Brandt
- Tim Russell (VF : Michel Voletti) : le détective no 1
- Alan Mandell : Rabbi Marshak
- Yelena Shmulenson : Dora
- Ari Hoptman (VF : Denis Kenigsberg ; VQ : Tristan Harvey) : Arlen Finkle, le collègue de Larry
- Jim Brockhohn : le manager du Red Owl

 Sources et légende  : version française (VF) sur le carton de doublage.

## Production

### Attribution des rôles
Contrairement aux autres films des frères Coen, notamment le précédent Burn After Reading, A Serious Man met en avant des acteurs beaucoup moins connus.

### Tournage
Le film a été tourné dans l'État du Minnesota, principalement dans la ville de Minneapolis. Les frères Coen retrouvent leur directeur de la photographie Roger Deakins, avec qui ils n'avaient pas travaillé sur leur film précédent.

### Bande originale
Bandes originales des films des frères Coen
Burn After Reading
(2008) True Grit
(2010)
La bande originale est composée par Carter Burwell, qui a travaillé sur tous les films précédents des frères Coen, excepté O'Brother. L'album contient également des chansons présentes dans le film, dont plusieurs extraites de l'album Surrealistic Pillow du groupe Jefferson Airplane.
Certaines autres chansons sont présentes dans le film mais pas sur l'album, comme Machine Gun de Jimi Hendrix.
Liste des titres de l'album
1. A Marvel
2. Knock Knock
3. Green Lawns
4. Good Riddance/The Canal
5. Somebody to Love - interprété par Jefferson Airplane
6. Blue Skies
7. Rabbi Sting 1
8. Thirst
9. Uncertainty
10. The Roof
11. Comin' Back to Me - interprété par Jefferson Airplane
12. Rabbi Sting 2
13. Thinking
14. The Mentaculus
15. Seriously
16. Canada
17. Today - interprété par Jefferson Airplane
18. Sanctum
19. A Serious Man
20. Dem Milner's Trern - interprété par Sidor Belarsky

## Accueil

### Box-office
| Recettes (en $) | Recettes (en $) | Recettes (en $) | Nombres d'entrées | Nombres d'entrées | Budget      | Sources |
| États-Unis      | hors États-Unis | total mondial   | France            | Paris             | Budget      | Sources |
| --------------- | --------------- | --------------- | ----------------- | ----------------- | ----------- | ------- |
| 9 228 768       | 22 201 566      | 31 430 334      | 512 670           | 240 584           | 7 000 000 $ | ,       |

## Distinctions

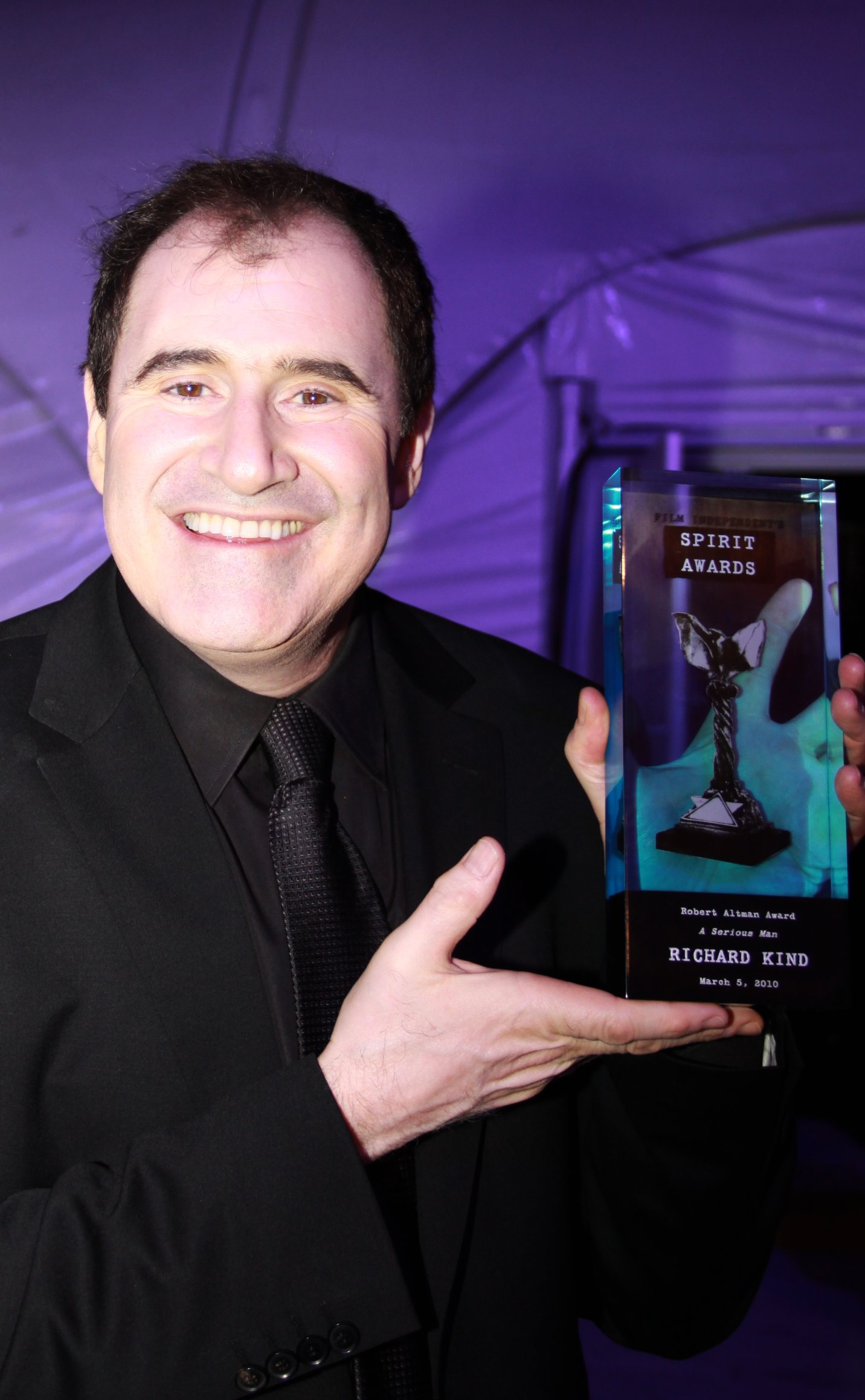
Richard Kind recevant son prix lors des Film Independent's Spirit Awards en mars 2010

Source et distinctions complètes : Internet Movie Database.

### Récompenses
- Boston Society of Film Critics Awards 2009 : meilleur scénario pour Joel et Ethan Coen
- National Board of Review Awards 2010 : Top 10 des films, meilleur scénario pour Joel et Ethan Coen
- San Francisco Film Critics Circle Awards 2009 : meilleure photographie pour Roger Deakins
- Satellite Awards 2009 : meilleur acteur dans un film musical ou une comédie pour Michael Stuhlbarg
- Independent Spirit Awards 2010 : meilleure photographie pour Roger Deakins, prix Robert Altman du meilleur réalisateur pour Joel et Ethan Coen, meilleur directeur de casting pour Ellen Chenoweth et Rachel Tenner et meilleure distribution pour l'ensemble des acteurs
- National Society of Film Critics Awards 2010 : meilleur scénario pour Joel et Ethan Coen
- Festival international du film de Santa Barbara 2010 : meilleur acteur pour Michael Stuhlbarg
- American Film Institute Awards 2009 : Top 10 des films
- Top 10 des Cahiers de 2010 : 6e place[11].

### Nominations
- Satellite Awards 2009 : meilleur film musical ou comédie, meilleur scénario original pour Joel et Ethan Coen, meilleure photographie pour Roger Deakins
- Oscars 2010 : meilleur film, meilleur scénario original pour Joel et Ethan Coen
- Golden Globes 2010 : meilleur acteur dans un film musical ou une comédie pour Michael Stuhlbarg
- BAFTA 2010 : meilleur scénario original pour Joel et Ethan Coen
- David di Donatello 2010 : meilleur film étranger
- Empire Awards 2010 : meilleure comédie
- Independent Spirit Awards 2010 : meilleurs réalisateurs pour Joel et Ethan Coen

## Commentaires

### Analyse
Le film illustre l'imprévisibilité, l'injustice et l'incompréhensibilité de la vie qui semble parfois s'acharner sur certaines personnes en leur réservant malheurs sur malheurs, comme dans l'histoire de Job dans la Bible. Cette imprévisibilité est reflétée jusque dans l'enseignement de Gopnik qui s'attache à décrire le principe d'incertitude d'Heisenberg et l'expérience du chat de Schrödinger.

### Clins d'œil
- Les frères Coen ont glissé plusieurs références dans les noms des personnages de A Serious Man. Ainsi, les noms des personnes qui conduisent le bus scolaire avec Danny Gopnick ont les mêmes noms que des enfants avec qui les frères Coen étaient à l'école[4]. De plus, l'avocat conseillé à Larry, Ron Meshbesher, est le nom d'un véritable avocat de Minneapolis, du cabinet Meshbesher and Spencer[4]. De plus, quand Larry regarde une liste d'élèves à la fin du film, le dernier nom est Mary Zophres. Mary Zophres est costumière sur quasiment tous les films des frères Coen depuis Fargo en 1996[4].
- À la fin du film, on peut découvrir l'easter egg « No Jews were harmed in the making of this motion picture » (« aucun juif n'a été maltraité durant le tournage de ce film »).
- Dans le film, on peut entendre plusieurs références musicales à Cosmo's Factory de Creedence Clearwater Revival et Abraxas de Santana. Ces clins d'œil sont anachroniques puisque ces albums n'étaient pas encore sortis en 1967, année où se déroule l'histoire.